# داروين أتابوما
داروين أتابوما (بالإسبانية: Darwin Atapuma)‏ (و. 1988  م) هو راكب دراجة هوائية، من كولومبيا، شارك في طواف فرنسا، وطواف إقليم الباسك 2017، وفولتا سان خوان 2017، وطواف سويسرا 2017، وطواف إسبانيا 2017، وسباق طواف فرنسا 2017، وطواف كولومبيا 2018، وفولتا كاتالونيا 2017، وطواف سويسرا 2016، وسباق طواف فرنسا 2014، وطواف إسبانيا 2016، وطواف إقليم الباسك 2016، وطواف إيطاليا 2016، وفولتا كاتالونيا 2016، وفولتا كاتالونيا 2018.

## سباقات أو مراحل فاز بها
| التاريخ        | السباق                    | المركز                                                                  |
| -------------- | ------------------------- | ----------------------------------------------------------------------- |
| 21 أكتوبر 2007 | 2007 Clásico RCN          | الفائز في ترتيب النقاط للشباب                                           |
| 25 مايو 2008   | طواف كولومبيا 2008        | الفائز في تصنيف الصاعد، الفائز في ترتيب النقاط للشباب                   |
| 26 أكتوبر 2008 | 2008 Clásico RCN          | الفائز في ترتيب النقاط للشباب                                           |
| 14 يونيو 2009  | 2009 Tour de Beauce       | المركز الثالث                                                           |
| 21 أغسطس 2010  | طواف كولومبيا 2010        | الفائز في ترتيب النقاط للشباب                                           |
| 12 سبتمبر 2010 | تور دي أفينير 2010        | الثامن في تصنيف الجبال، التاسع في التصنيف العام، التاسع في تصنيف النقاط |
| 02 أبريل 2011  | جائزة ميغيل إندوراين 2011 | المرتبة 16 في التصنيف العام                                             |
| 17 أبريل 2011  | فولتا كاستيلا ليون 2011   | الخامس في تصنيف الجبال                                                  |
| 13 أغسطس 2011  | طواف أين 2011             | التاسع في التصنيف العام                                                 |
| 20 مايو 2012   | طواف كاليفورنيا 2012      | الثالث في تصنيف الجبال                                                  |
| 26 مايو 2013   | طواف إيطاليا 2013         | المرتبة 18 في التصنيف العام، الرابع في تصنيف أفضل شاب                   |

## روابط خارجية
- داروين أتابوما على موقع الاتحاد الدولي للدراجات (الإنجليزية)
- داروين أتابوما على موقع أرشيف الدراجات (الإنجليزية)
- داروين أتابوما على موقع إحصائيات الدراجات الإحترافية (الإنجليزية)
- داروين أتابوما على موقع نسبة الدراجات (الإنجليزية)
- داروين أتابوما على موقع CycleBase (الإنجليزية)